# Reza Aslan
Pour les articles homonymes, voir Aslan.
Reza Aslan ; (en persan : رضا اصلان), né le 3 mai 1972 à Téhéran, est un écrivain et universitaire américano-iranien, spécialisé dans les religions. Il est maître de conférences à l'université de Californie à Riverside, professeur chercheur à l'université de Californie du Sud et il publie dans le Daily Beast. Parmi ses écrits, No god but God, traduit en 13 langues, et Zealot, qui retrace la vie et les « missions » de Jésus.

## Biographie
La famille d'Aslan fuit l'Iran en 1979 (il est alors âgé de 7 ans) pour échapper à la révolution iranienne. Il grandit alors autour de la baie de San Francisco.
L'été précédant son entrée à Harvard, il s'interesse à l'islam. Au début des années 1990, il enseigne au De La Salle High School à Concord en Californie.
Reza Aslan obtient successivement le Bachelor of Arts de l'université de Santa Clara, le Master of Theological Studies à la Harvard Divinity School, le Master of Fine Arts à l'université de l'Iowa et, enfin, le Doctor of Philosophy in Sociology à l'université de Californie à Santa Barbara,. Sa thèse aura pour titre : Global Jihadism as a Transnational Social Movement: A Theoretical Framework (« Le djihadisme mondial comme mouvement social transnational : cadre théorique »).
En août 2000, il est nommé professeur d'études islamiques à l'université de l'Iowa, devenant le premier professeur à enseigner l'islam à plein temps de l'État.

## Carrière

### Activités professionnelles
Reza Aslan est membre du think tank américain Council on Foreign Relations, de l'Institut pour les sciences sociales de Los Angeles et du Pacific Council on International Policy. Il a servi comme assistant législatif au lobby Friends Committee on National Legislation à Washington D.C. et a été président de la Conférence mondiale des religions pour la paix. Il siège au conseil d'administration de Ploughshares Fund, PEN Center USA et siège au conseil consultatif national de Levantine Cultural Center.

### Activités littéraires
Il a écrit des articles pour The Daily Beast, The Christian Science Monitor, The Los Angeles Times, The New York Times, Slate, The Boston Globe, The Washington Post, The Guardian, The Chicago Tribune et The Nation. Il a également fait de nombreuses apparitions télévisuelles parmi lesquelles : The Rachel Maddow Show, Anderson Cooper 360°, etc.
Après les attentats du 11 septembre 2001, Aslan a voyagé dans tout l'État de l'Iowa pour parler à des organismes publics et privés, des entreprises, des églises, des mosquées et des universités. Ses efforts dans l'Iowa ont reçu une attention nationale dans les périodiques USA Today, U.S. News & World Report et The Chronicle of Higher Education.

### Analyse de la «guerre contre le terrorisme»
Aslan se réfère au djihad d'Al-Qaïda contre l'Occident comme « une guerre cosmique », distincte de la guerre sainte, dans laquelle les groupes religieux rivaux sont engagés dans une bataille terrestre pour des buts matériels. « Une guerre cosmique est comme un acte rituel dans lequel les participants se livrent, sur terre, une bataille qu'ils croient dans les cieux. » La rhétorique américaine de la « guerre contre le terrorisme », selon Aslan, est précisément en « dualité cosmique » avec le djihad d'Al Qaïda. Aslan établit une distinction entre l'islamisme et djihadisme. Les islamistes ont des objectifs légitimes et on peut négocier avec eux, contrairement aux djihadistes, qui rêvent d'un passé idéalisé, d'un communautarisme religieux panislamique sans frontières. La prescription d'Aslan pour gagner la guerre cosmique est de ne pas se battre, mais plutôt engager des forces politiques islamistes modérées dans le processus démocratique. « Partout au Moyen-Orient, où les partis islamistes modérés ont été autorisés à participer au processus politique, le soutien populaire aux groupes les plus extrémistes a diminué. »

### La controverse deZealot
Le 26 juillet 2013, Aslan a été interviewé dans Spirited Debate, une émission de FoxNews, par Lauren Green sur son livre Zealot: The Life and Times of Jesus of Nazareth. Green se contentant de demander à Aslan « Pourquoi un musulman écrit-il un livre sur Jésus ? », l'entretien ne durera pas plus de dix minutes et tournera essentiellement sur le parcours de Reza Aslan plutôt que sur le livre lui-même.
En fin d'interview, Green affirme qu'« Aslan avait en quelque sorte induit en erreur les lecteurs en ne divulguant pas sa religion », ce à quoi Aslan répond que sa foi religieuse personnelle est abordée dans l'introduction de son livre.
Le clip vidéo de l'interview est visionné des milliers de fois en quelques jours et le livre, qui était jusque-là une vente « classique », a grimpé à la 4e place du classement établi par le New York Times.